# Art martial interne
 (décembre 2009).
Les arts martiaux internes également appelés arts du poing interne ou neijia quan (du chinois 内家拳 nèijiā quán) sont une catégorie rassemblant différents styles d'arts martiaux chinois ou asiatiques, focalisés sur les aspects mentaux, spirituels et l'énergie (qi), et se définissant par opposition aux arts martiaux dits « externes ». Cette distinction remonte au XVIIe siècle mais a surtout été popularisée dans les années 1915-1928 lors de l'organisation de compétitions martiales.
Cette catégorie est parfois désignée comme arts wudang ou styles wudang (wudang quan), d'après leur association légendaire avec les monastères taoïstes du mont Wudang. 

## Définition
Dans les arts martiaux chinois (gong fu) les « formes internes » s'opposent à celles qu'on appelle les « formes externes » ou « dures ». Cette opposition se fait d'abord sur l'accent mis sur un travail "interne" appelé neigong travaillé avec des exercices de qigong plutôt qu'un renforcement "externe" musculaire. Attention cependant, aucun art martial ne peut se contenter d'un seul travail interne et très rares sont les arts martiaux chinois dans lesquels la notion de qi n'entre pas en compte, cette distinction est donc surtout une simplification d'origine plus populaire. On considère de façon grossière que les styles internes sont les styles hérités de Wudang, c'est-à-dire des styles de parenté taoïste, par opposition aux styles dits externes hérités de shaolin, c'est-à-dire de parenté bouddhiste.
Les pratiques internes utilisent une méthode « active » c’est-à-dire dynamique (en mouvement), contrairement à la méthode « passive » que l’on retrouve dans certains procédés de yoga où le même résultat est recherché à travers la simple méditation. Ces techniques sont pratiquées dans un but de développement et de maîtrise de l’énergie à travers des procédés respiratoires et de visualisation. Il désigne plus précisément un ensemble de méthodes destinées à contrôler, diriger, développer et régulariser le flux d’énergie en réserve dans le corps. Il débouche sur des aspects thérapeutiques du mouvement et de la respiration (pratique de santé). Il peut se concrétiser par exemple dans le Taijiquan avec des exercices lents pratiqués en solitaire, au contrôle respiratoire et à la concentration mentale. 
La pratique du qi gong nécessaire à tout travail interne est comme une « gymnastique martiale » et une « méditation en mouvement », ou processus technique permettant le développement et la gestion de l’énergie interne avec effets directs sur la santé. C’est une synthèse de mouvements de santé, d’hygiène corporelle et surtout de développement physique et mental. Il peut être pratiqué en tant que discipline principale et est un excellent outil d’introduction de séance (échauffement) et également de fin de séance. Dans cette pratique, on retrouve aussi des éléments techniques des arts martiaux et donc certaines formes animales. La plupart des styles ont un qi gong qui leur est propre.

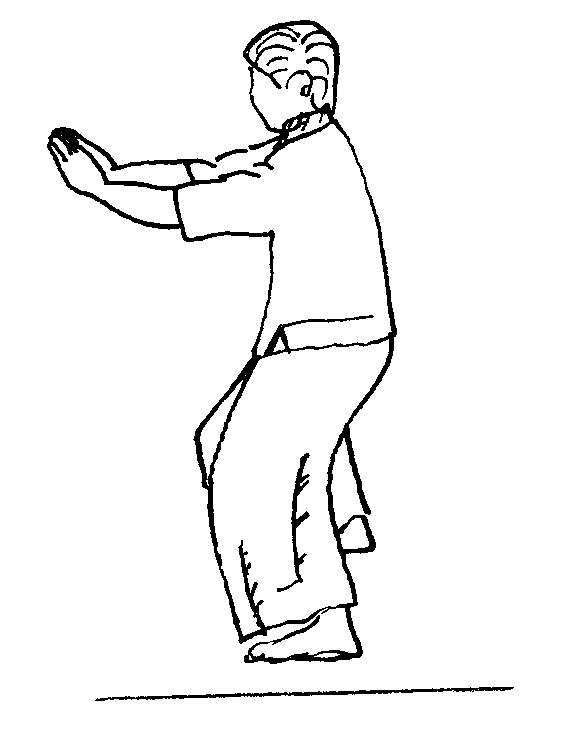
Forme animale (Aigle)

## Liste des principaux arts martiaux internes chinois
- le Bagua Zhang
- le Taiji Quan
- le Xing Yi Quan
- le Baji Quan
- le Liu He Ba Fa Quan

## Objectif des formes internes
L’objectif du travail dit « interne » est la recherche de l’équilibre personnel et du calme intérieur à partir d'exercices de méditation et d’exercices de développement de l’énergie dite vitale. Ces exercices vont permettre de vivre longtemps en bonne santé.
Comme pour les arts martiaux de configuration « dure », la pratique des formes internes a pour but de protéger en premier lieu la préservation de la santé. Les formes internes ne sont pas focalisées sur la performance sportive, bien au contraire elles mettent l’accent sur le développement personnel, le bien-être et la santé. Elles peuvent être utilisées à but thérapeutique et sont, par excellence, des outils permettant de répondre aux trois soucis majeurs des arts martiaux : accomplissement personnel, recherche de paix intérieure et d’harmonie. Les anciens disent : « Pratique les formes internes et tu resteras alerte, bien portant tu jouiras de la vie jusqu’à son terme ».
Concrètement, la pratique des formes internes a pour objectif premier le contrôle et le développement corporel et mental, par le biais d’exercices physiques et respiratoires. Plus précisément, il s’agit de maîtriser l’énergie dite « interne » grâce à des mouvements en douceur et à une respiration détendue et pleine. Cet état d’esprit et cette attitude sont recherchés par les pratiquants qui se concentrent sur leur énergie dite « vitale » et consistent à maîtriser et à développer le flot d’ « énergie interne ». Cette énergie pourrait, le cas échéant, rendre efficace l’action en la projetant vers l’ « extérieur ».  Elle permet de soulager de nombreuses douleurs corporelles et d’obtenir un bien-être général. Le but recherché est le contrôle corporel par le biais d’exercices souples, de mouvements arrondis et d’attitudes naturelles et hautes, pour ce qui est du travail en station debout.  Les exercices sont axés sur la respiration calme, naturelle, équilibrée qui amène le repos de l’esprit, le contrôle de l’énergie interne et du « souffle vital ». Côté bienfaits, il repose le système nerveux, prévient les maladies du système digestif, fortifie le système cardio-respiratoire, évite le développement de maladies du système vasculaire (athérosclérose), etc. La pratique des formes internes met fortement l’accent sur les aspects mentaux de l’entraînement.

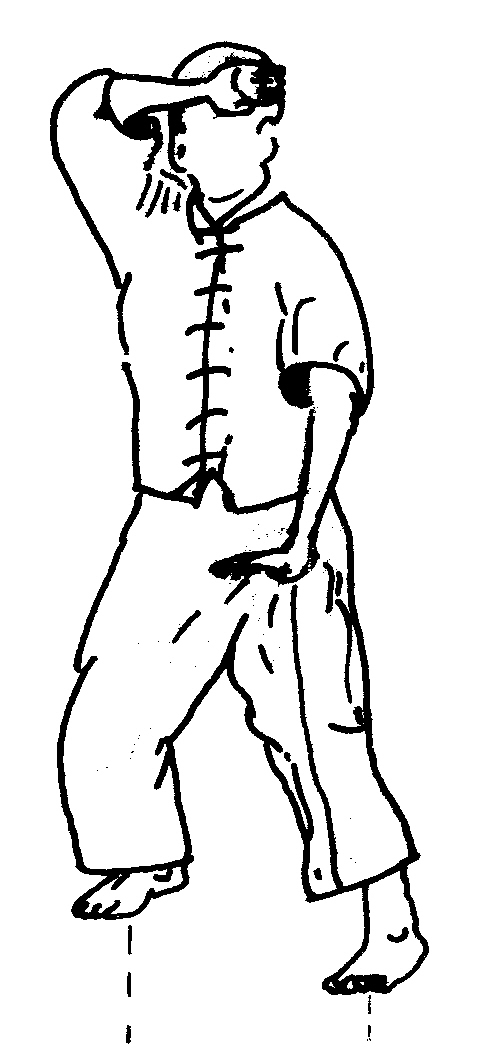
Forme animale (Tigre)

## Philosophie
La pratique des formes internes a également une fonction martiale. C’est toute une attitude, à la fois physique et mentale, qui permet de se rassurer sur ses capacités à combattre, certains diront même de « gagner sans avoir à combattre » tant l’énergie ainsi déployée peut décourager un opposant.

## Méthodes et exercices
Ces procédés de travail sur l’énergie prennent naissance dans les anciennes pratiques des moines bien avant la naissance du Christ. Au-delà, des intérêts physiques (santé), ils tiennent également des conceptions philosophiques et religieuses, notamment au sujet de la place de l’homme dans l’univers… Ces vertus physiques et spirituelles d’autre part sont censées conférer au pratiquant l’unité du corps et de l’esprit.
On trouve différentes formes de pratique : Exercices debout, assis ou couché, exercices statiques et dynamiques, méthodes « internes » des arts martiaux, notamment sur les formes animales ou séquences de mouvements de combat ; façons de mouvoir pour stimuler des parties corporelles et certaines zones vitales ; exercices de détente musculaire ; exercices statiques et dynamiques portant sur les différentes manières de respirer ;  procédures pour concentrer l’énergie et la diriger. Les exercices se distribuent en séquences (patterns) plus ou moins longues, de trois à trente mouvements. Par exemple, dans un objectif thérapeutique les groupes d'exercices sont en rapport avec le problème physique ou émotionnel à traiter. Les exercices se focalisent sur trois domaines :
1. Le contrôle physique (sur les trois niveaux de la colonne vertébrale et le mouvement des mains)
2. Le contrôle mental (concentration, visualisation et méditation)
3. Le contrôle respiratoire (exercices d’inspiration, d’expiration et d’apnée).

## Méthode de travail respiratoire
Il consiste à effectuer, mains ouvertes, des enchaînements traditionnels d’exercices corporels avec des actions de contrôle musculaire en relation avec des actions de concentration sur l’acte respiratoire. Les exercices reposent sur la coordination de mouvements en relation avec un travail respiratoire et de concentration mentale. Ces principes respiratoires se retrouvent dans de nombreuses pratiques martiales, en yoga et le travail de certaines formes martiales (formes animales par exemple). Trois modes respiratoires coexistent :
1. Utiliser la respiration : travail sur la « respiration douce », consistant action de concentration sur l’acte respiratoire pendant les exercices et les postures. Le but recherché est une respiration calme, naturelle, équilibrée, qui amène le repos de l’esprit. Ce mode respiratoire peut agir comme une thérapie en cas de maladie.
2. Contrôler et utiliser le souffle : Travail sur la « respiration forcée » (colonne d’air), dont le but est de canaliser l’air dans un travail gestuel où geste, respiration et déploiement d’énergie ne font qu’un. Ce second mode a l’avantage de travailler intensément sur le contrôle musculaire (méthode de renforcement musculaire dite statique de type « isotonique » ou « isométrique ») et la respiration dite abdominale.
3. Retenir, concentrer et diriger le souffle : La rétention avant l’expiration dure un long moment compte tenu du degré de maîtrise du pratiquant.

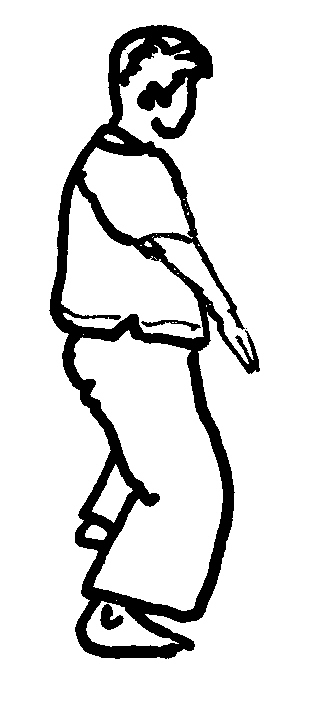
Forme animale (Aigle)

## Contenus techniques
Il s’agit à l’origine de techniques martiales applicables en combat, comprenant différentes séquences gestuelles. Les divers enchaînements actuellement pratiqués sont répertoriés par séries de mouvement de combat (matrices ou patterns). Il existe trois formes principales de pratiques. La première formulation concerne des séquences gestuelles axées sur le travail respiratoire. La deuxième met en accord le travail respiratoire avec celui de certaines formes animales (formes martiales). La troisième concerne un travail de renforcement musculaire accompagné de techniques respiratoires énergétiques.
En réalité, l’aspect le plus courant consiste à réaliser des séquences techniques prédéterminées à base de mouvements lents en excluant les techniques rapides et puissantes.

## À voir aussi
- Art martial externe
- Bagua Zhang
- Taiji Quan
- Xing Yi Quan
- Baji Quan
- Karate Jiseido - Tokitsu Ryu (Sensei Kenji Tokitsu)